# Banque ABLV
 (mai 2018).
La banque ABLV est une de plus grandes banques privées des  états baltes.
Son siège se situe à Riga, l'entreprise est également représentée à l'étranger.
ABLV possède trois grands secteurs d'activité : 
- Banque privée
- Banque d'investissement
- Planification financière.

À la suite de l'accusation de blanchiment d'argent par le département du trésor des États-Unis et de pressions constantes de la part des organismes de réglementation nationaux, le conseil d'administration de la banque ABLV a voté pour une « liquidation volontaire » le 26 février 2018.

## ABLV en quelques chiffres
Le résultat net du groupe ABLV s'élève à 23,4 millions d'euros.
Le montant total des dépôts est de 2,66 milliards d'euros.
Le montant des actifs d'ABLV est de 3,04 milliards d'euros.

## Histoire
La banque ABLV a été fondée le 17 septembre 1993 sur la base succursale régionale de la banque de Lettonie. Cette dernière se situait dans la ville d'Aizkraukle, la banque s'appelait à l'époque « Aizkraukles bank ».
Deux ans plus tard en 1995 la structure actionnariale de la banque a été modifiée. Ernest et Oleg Fil sont devenus actionnaires et dirigeants de la banque. La même année la banque a commencé à développer ses activités et a fondé une succursale à Riga.
Au cours des années suivantes, la banque a travaillé dans le domaine du service pour ses clients étrangers en leur proposant divers produits bancaires, principalement liés aux transferts de fonds.
En 2002 est créée la marque « ABLV » 
En 2004 la banque s'est concentrée sur une de ses trois activités principales : la gestion d'investissement.
Deux filiales ont été créées : 
- ABLV gestion d'actifs
- ABLV marché de capitaux (qui fournit des services de courtage).

En 2008 la banque a adopté une nouvelle stratégie mettant l'accent sur le développement de solutions financières sur mesure pour ses clients. En 2009 la banque a commencé à proposer une troisième ligne de services : le conseil en protection et saturation d'actifs.
En 2011 la banque change son nom pour « ABLV bank AS ». La nouvelle marque et le nouveau nom étaient destinés à améliorer l'association avec les secteurs d'activité choisis renforçant la réputation de la banque à l'échelle internationale tout en conservant les liens avec l'ancienne marque.
Le groupe ABLV est pendant cette période composé de plusieurs sociétés : banque ABLV, ABLV banque du Luxembourg, ABLV gestion d'actifs, ABLV marché de capitaux, ABLV services et conseils en affaire ainsi que ABLV société d'investissement.
La banque a commencé en 2014 à être supervisée par la BCE en coopération avec le régulateur national ainsi que la commission des marchés financiers et des capitaux (CFMC) dans le cadre du mécanisme de surveillance unique de la BCE.
Un bureau de représentation ouvre à Hong Kong en 2015.
En 2018, ABLV déclare sa liquidation volontaire 

## Quartier général de la banque ABLV
Le siège principal de ABLV est situé dans le centre-ville de Riga dans un immeuble de style « art nouveau » datant du début du XXe siècle.
Le designer du bâtiment est l'architecte et ingénieur M. Hibig. Les façades ont été conçues par M. Giesecke.
ABLV est présent dans neuf pays : Russie, Luxembourg, Ukraine, Hong Kong...

## Secteur d'activité

### ABLV Bank propose une large gamme de produits et de services bancaires
- Services de règlement et d'encaissement
- Cartes de paiement
- Gestion de compte à distance
- Prêts
- Opérations documentaires
- Transactions fiduciaires
- Coffres-forts

### Services de gestion de placements et de courtage
- Dépôts d'obligations bancaires, fonds communs de placement
- La gestion d'actifs
- Services de courtage
- Garde des titres

### Solutions juridiques et fiscales
- La protection des actifs
- Fondations de bienfaisance
- Les entreprises commerciales
- Conseils juridiques
- Conseil fiscal
- Services administratifs

## Actionnaires
La participation majoritaire de la banque est détenue par Ernest Bernis (43 %) et Oleg Fil (43 %). Les autres actionnaires de la banque comprennent la direction, les employés et les partenaires et clients à long terme de la banque.
ABLV Bank est membre de l'Association des banques commerciales lettones, qui protège les intérêts des banques lettones sur les marchés nationaux et étrangers, certifie les spécialistes bancaires.

## Allégations de la FinCEN et conséquences
La FinCEN (administration américaine dont les décisions ne sont en principe pas applicables sur le territoire européen) a publié une proposition de sanctions contre ABLV l'accusant de faciliter le blanchiment d'argent et des transactions avec la Corée du Nord. À ce jour, aucune des allégations de la FinCEN n'a été documentée ou prouvée et la banque a démontré que ces accusations étaient incorrectes et infondées. Malgré l'absence de preuve et de confirmation des allégations de la FinCEN, la banque lettonne n'a pas été soutenue par la Banque Centrale Européenne, par son régulateur et a été bannie par ses correspondants américains et européens du réseau financier américain.